# كورتيس براون (لاعب كرة قاعدة)
كورتيس براون (بالإنجليزية: Curtis Brown)‏ هو لاعب كرة قاعدة أمريكي، ولد في 14 سبتمبر 1945 في ساكرامنتو في الولايات المتحدة.

## وصلات خارجية
- كورتيس براون على موقعبيزبول رفرنس.كوم (الدوري الرئيسي) (الإنجليزية)
- كورتيس براون على موقعبيزبول رفرنس.كوم (الدوري الثانوي) (الإنجليزية)